# Maria Mulet
Maria Amèlia Mulet Mulet, coneguda com Maria Mulet (Albalat de la Ribera, Ribera Baixa, 8 de febrer de 1911 - Cullera, 16 de setembre de 1982) fou una mestra i escriptora valenciana.

## Formació
Nasqué en una família benestant en la qual Maria Mulet adquirí formació artística i musical. Així, a més d'estudiar Magisteri, tocava el piano, i practicava el dibuix i la pintura. Entre els seus amics comptava amb el pintor Pedro de Valencia, o els escriptors Manuel Sanchis Guarner i Nicolau-Primitiu Gómez Serrano. Entre els seus referents i les seues lectures hi ha Blasco Ibáñez, Maria Ibars, Juan Ramon Jiménez, Antonio Machado o Carles Salvador.

## Vida literària
Maria Mulet va exercir la professió de mestra al seu municipi, Albalat de la Ribera, com també ho feu a Banyeres de Mariola i a Cullera. I també edità llibres de poesia i de narrativa, tant en català com en castellà, amb un estil molt pròxim a la parla popular.
El seu nom, juntament amb el d'altres narradores com Maria Beneyto o Beatriu Civera, s'ha inclòs sovint en l'anomenada «generació valenciana dels 50», referida als autors i autores que nasqueren pels volts dels anys vint i trenta. Va col·laborar en la premsa valenciana i fou una de les primeres dones que edità literatura infantil en català.
A més, Maria Mulet fou una de les poques escriptores que, ja durant els darrers anys del franquisme, introduí la literatura infantil i juvenil en català a les escoles del País Valencià, i :
| « | ...serà una autora pionera en el món dels llibres per a infants en català. | » |
| — Maria Lacueva i Lorenz, Bastir un pont sobre l’abisme i no perdre l'equilibri (o ésser dona i escriptora en català durant el franquisme al País Valencià). |                                                                            |   |

Publicà el seu primer llibre de poesia a València el 1948, Arpa suave, i entre 1947 i 1949 publicà tres poemes seus, en castellà, al Almanaque de Las Provincias.
El 1950 publica un segon poemari, Contactos, i un llibre de lectures infantils, Donde haya sol. Prosas infantiles. El 1956 publica Pedro, diario de un niño i, un any després, Gloria a Dios. Poemas de Navidad. Tots ells en castellà. Aleshores, durant el curs 1965-1966, Maria Mulet entra en contacte amb Lo Rat Penat, i s'implica amb les activitats vinculades amb els xiquets; d'aquesta manera participa en el Concurs de Lectura i Escriptura infantils, cosa que establirà un precedent en aquesta institució.
És a partir d'aleshores que l'escriptora continuarà escrivint i traduint les seues obres al català (encara que sense abandonar les publicacions en castellà. Així, l'any 1969 publica en aquest idioma la novel·la Amor, la misma palabra). Aquesta experiència també va resultar enriquidora per a l'escriptora, cosa que ella mateixa afirma en una entrevista que li feu María Ángeles Arazo l'any 1973: «desde entonces estudio todos los dias valenciano; es más, estoy reuniendo el viejo vocabulario de mis abuelos y mis padres, que no tenía olvidado, però sí adormecido».
A poc a poc s'implicà més amb Lo Rat Penat, i el 1970 participà en diversos actes, com quan feu de mantenidora en l'acte de cloenda dels Cursos de Llengua en què se celebrava el XVI Concurs de Lectura i el VII d'Escriptura en valencià. El 1971 publica a Lo Rat Penat el que era el seu primer recull de poemes en català: Veus de xiquets (poemes infantils), al qual Aurora Díaz-Plaja va dedicar una ressenya en Serra d'Or, com tornarà a fer l'any següent en publicar un segon poemari en català: Nadal al cor.
El 1978 comença el distanciament amb l'associació Lo Rat Penat, després de la traducció de Pedro, diario de un niño, sota el títol Pere. Diari d'un xiquet, edició amb cites d'Ausiàs March, Xavier Casp i Carles Salvador, homenatge als seus predecessors i models literaris.

## Reconeixement i memòria
Com a reconeixement i homenatge a la seua figura l'Ajuntament d'Albalat de la Ribera posà el seu nom a un carrer del poble.